# Stanisława Walasiewicz
Stanisława Walasiewicz, nota anche come Stella Walsh (Wierzchownia, 3 aprile 1911 – Cleveland, 4 dicembre 1980), è stata una velocista, lunghista, discobola e giavellottista polacca naturalizzata statunitense, campionessa olimpica dei 100 metri piani a Los Angeles 1932.

## Biografia
Nata nel 1911 in Polonia, emigra con la sua famiglia verso gli Stati Uniti all'età di due anni, stabilendosi a Cleveland.
Inizia a praticare atletica leggera in una scuola pubblica di Cleveland; nel 1927 vince facilmente una gara indetta dal giornale Cleveland Press per ottenere un posto nella squadra statunitense per le prossime Olimpiadi. Tuttavia, non essendo cittadina statunitense, e non potendo avere la cittadinanza almeno fino ai 21 anni d'età, non può aspirare a quel posto. Ad ogni modo partecipa a diversi campionati nazionali statunitensi di atletica, raccogliendo diverse vittorie con il nome di Stella Walsh.
Con l'approssimarsi delle Olimpiadi di Los Angeles del 1932 viene offerta alla Walasiewicz la cittadinanza statunitense, intravedendo in lei una potenziale medagliata dei Giochi. Due giorni prima del giuramento con cui avrebbe ottenuto la cittadinanza, la Walasiewicz cambia idea e vi rinuncia, continuando a rappresentare la Polonia, la propria nazione di nascita.
Ai Giochi del 1932 partecipa ai 100 metri, eguagliando fin dai quarti e dalle semifinali il primato mondiale di 11"9. In finale conquista l'oro, eguagliando per la terza volta il record del mondo. Nella stessa giornata partecipa anche alla gara del lancio del disco classificandosi sesta su nove atleti, con la misura di 33,60 metri.
Inizia la stagione del 1933 con un infortunio che sembra pregiudicarne i piani futuri. Tuttavia si riprende e in primavera partecipa ai campionati nazionali di Varsavia ottenendo ben 9 medaglie d'oro. Il 17 settembre, a Poznań, batte due record del mondo nella stessa giornata: nei 60 metri corre in 7"4, mentre nei 100 metri corre in 11"8. Una settimana più tardi migliora nuovamente il primato mondiale dei 60 m, portandolo a 7"3.
Alle Olimpiadi del 1936, svoltesi a Berlino, cerca di difendere il titolo olimpico conquistato 4 anni prima sui 100 metri, venendo però sconfitta dalla statunitense Helen Stephens. Dopo i Giochi olimpici decide di ritirarsi dalla carriera sportiva, ma cambia idea poco dopo facendo ritorno negli Stati Uniti.
Durante e dopo la seconda guerra mondiale partecipa a varie competizioni di atletica, non raggiungendo più i fasti del suo recente passato. Nel 1947 accetta la cittadinanza statunitense e sposa il pugile Neil Olson. Nonostante il matrimonio non duri a lungo, continua ad utilizzare il nome Stella Walsh Olson per il resto della sua vita. Vince il suo ultimo campionato nazionale statunitense nel 1951, all'età di 40 anni e viene introdotta nella U.S. Track and Field Hall of Fame nel 1975.
Durante la sua carriera, ha stabilito oltre 100 primati nazionali e mondiali, inclusi 51 record polacchi, 18 primati del mondo ed 8 primati europei.
Il 4 dicembre 1980, all'età di 69 anni, viene uccisa durante una rapina a mano armata a Cleveland. Un'autopsia sul suo corpo rivela che possedeva caratteristiche genetiche di entrambi i sessi. La controversia sul suo sesso biologico rimase irrisolta, nonostante i dubbi e la volontà di alcuni di cancellare i suoi primati ed i suoi successi, cosa che tuttavia non avvenne.

## Palmarès
| Anno | Manifestazione  | Sede        | Evento                 | Risultato | Prestazione | Note            |
| ---- | --------------- | ----------- | ---------------------- | --------- | ----------- | --------------- |
| 1932 | Giochi olimpici | Los Angeles | 100 m piani            | Oro       | 11"9        | Record mondiale |
| 1932 | Giochi olimpici | Los Angeles | Lancio del disco       | 6ª        | 33,60 m     |                 |
| 1936 | Giochi olimpici | Berlino     | 100 m piani            | Argento   | 11"7        |                 |
| 1938 | Europei         | Vienna      | 100 m piani            | Oro       | 11"9        |                 |
| 1938 | Europei         | Vienna      | 200 m piani            | Oro       | 23"8        |                 |
| 1938 | Europei         | Vienna      | 4×100 m                | Argento   | 48"3        |                 |
| 1938 | Europei         | Vienna      | Salto in lungo         | Argento   | 5,81 m      |                 |
| 1938 | Europei         | Vienna      | Lancio del giavellotto | 6ª        | 33,33 m     |                 |